# Слов'яновка (Казахстан)
Слов'я́новка (каз. Славяновка) — село у складі Железинського району Павлодарської області Казахстану. Входить до складу Веселорощинського сільського округу.
Населення — 92 особи (2021; 119 у 2009, 227 у 1999, 280 у 1989).
Національний склад станом на 1989 рік:
- росіяни — 40 %;
- казахи — 34 %.